# Calvertagrion
Calvertagrion – rodzaj ważek z rodziny łątkowatych (Coenagrionidae).

## Podział systematyczny
Do rodzaju należą następujące gatunki:
- Calvertagrion albatum Tennessen, 2015
- Calvertagrion charis Tennessen, 2015
- Calvertagrion declivatum Tennessen, 2015
- Calvertagrion mauffrayi Tennessen, 2015
- Calvertagrion minutissimum (Selys, 1876)